# Bothriocera turcafa
Bothriocera turcafa är en insektsart som beskrevs av Kramer 1983. Bothriocera turcafa ingår i släktet Bothriocera och familjen kilstritar. Inga underarter finns listade i Catalogue of Life.